# Rudy Gobert
Rudy Gobert-Bourgarel (Saint-Quentin, 1992. június 26. –) francia kosárlabdázó, aki jelenleg a Minnesota Timberwolves játékosa a National Basketball Associationben (NBA). A francia válogatott játékosa, 216 cm magas, 236 centiméteres fesztávolsággal. A center pozíción játszik, 2013-as NBA-drafton a Denver Nuggets választotta a 27. helyen.
Gobert négyszer nyerte el az NBA Az év védekező játékosa díjat, ami a legtöbb a liga történetében. Négyszer választották be All-NBA csapatokba és hétszer az All-Defensive csapatba. Háromszoros All-Star. A 2016–2017-es szezonban ő szerezte a legtöbb blokkot a ligában.
2019-ben megdöntötte a rekordot a legtöbb zsákolásért egy szezonban, 306-tal. Ugyanebben a szezonban övé volt a legtöbb elzárásból szerzett gólpassz, 482-vel, az EFG%-a 66.9% volt, és a TS%-a pedig 68.2%. All-NBA Második csapatba választották 2017-ben, majd 2019-ben, 2020-ban és 2021-ben a Harmadik csapatba. 2022-ben a Minnesota Timberwolves feladta érte Malik Beasley-t, Patrick Beverley-t, Walker Kesslert, Jarred Vanderbiltet, Leandro Bolmarót és négy első köri választást.
2020 márciusában pozitív lett a Covid19-tesztje, az első NBA-játékosként. Ezt követően csapattársa, Donovan Mitchell is elkapta a vírust, amelynek következtében felfüggesztették a szezont.

## Statisztikák
A Basketball Reference adatai alapján.

### Európa

#### Pro A
| Év       | Csapat        | JM | JP/M | MG%  | 3P%  | BD%   | LP/M | GP/M | L/M | B/M | P/M |
| -------- | ------------- | -- | ---- | ---- | ---- | ----- | ---- | ---- | --- | --- | --- |
| 2010–11  | Cholet Basket | 1  | 13.0 | .500 | —    | 1.000 | 5.0  | 0.0  | 1.0 | 0.0 | 6.0 |
| 2011–12  | Cholet Basket | 23 | 13.7 | .794 | —    | .438  | 3.7  | 0.1  | 0.3 | 1.3 | 4.7 |
| 2012–13  | Cholet Basket | 27 | 22.7 | .718 | .000 | .704  | 5.4  | 0.4  | 0.7 | 1.9 | 8.4 |
| Karrier: | Karrier:      | 51 | 16.5 | .670 | .000 | .714  | 4.7  | 0.2  | 0.7 | 1.6 | 6.4 |

#### EuroCup
| Év       | Csapat        | JM | JP/M | MG%  | 3P% | BD%  | LP/M | GP/M | L/M | B/M | P/M |
| -------- | ------------- | -- | ---- | ---- | --- | ---- | ---- | ---- | --- | --- | --- |
| 2011–12  | Cholet Basket | 6  | 13.8 | .455 | —   | .429 | 4.3  | 0.2  | 0.7 | 1.3 | 2.2 |
| 2012–13  | Cholet Basket | 3  | 10.3 | .857 | —   | .600 | 2.0  | 0.0  | 0.7 | 1.0 | 5.0 |
| Karrier: | Karrier:      | 9  | 12.1 | .656 | —   | .514 | 3.2  | 0.1  | 0.7 | 1.2 | 3.6 |

### NBA

#### G-League
| Év      | Csapat          | JM | KM | JP/M | MG%  | 3P% | BD%  | LP/M | GP/M | L/M | B/M | P/M  |
| ------- | --------------- | -- | -- | ---- | ---- | --- | ---- | ---- | ---- | --- | --- | ---- |
| 2013–14 | Bakersfield Jam | 8  | 8  | 27.0 | .741 | —   | .705 | 11.4 | 0.4  | .6  | 3.0 | 13.9 |

#### Alapszakasz
| Év        | Csapat                 | JM  | KM  | JP/M | MG%   | 3P%  | BD%  | LP/M  | GP/M | L/M | B/M  | P/M  |
| --------- | ---------------------- | --- | --- | ---- | ----- | ---- | ---- | ----- | ---- | --- | ---- | ---- |
| 2013–2014 | Utah Jazz              | 45  | 0   | 9.6  | .486  | —    | .492 | 3.4   | .2   | 0.2 | .9   | 2.3  |
| 2014–2015 | Utah Jazz              | 82  | 37  | 26.3 | .604  | .000 | .623 | 9.5   | 1.3  | 0.8 | 2.3  | 8.4  |
| 2015–2016 | Utah Jazz              | 61  | 60  | 31.7 | .559  | —    | .569 | 11.0  | 1.5  | 0.7 | 2.2  | 9.1  |
| 2016–2017 | Utah Jazz              | 81  | 81  | 33.9 | .661  | .000 | .653 | 12.8  | 1.2  | 0.6 | 2.6* | 14.0 |
| 2017–2018 | Utah Jazz              | 56  | 56  | 32.4 | .615  | —    | .681 | 10.7  | 1.4  | 0.8 | 2.3  | 13.5 |
| 2018–2019 | Utah Jazz              | 81  | 80  | 31.8 | .669* | —    | .636 | 12.9  | 2.0  | 0.8 | 2.3  | 15.9 |
| 2019–2020 | Utah Jazz              | 68  | 68  | 34.3 | .693  | —    | .630 | 13.5  | 1.5  | 0.8 | 2.0  | 15.1 |
| 2020–2021 | Utah Jazz              | 71  | 71  | 30.8 | .675* | .000 | .623 | 13.5  | 1.3  | 0.6 | 2.7  | 14.3 |
| 2021–2022 | Utah Jazz              | 66  | 66  | 32.1 | .713* | .000 | .690 | 14.7* | 1.1  | 0.7 | 2.1  | 15.6 |
| 2022–2023 | Minnesota Timberwolves | 70  | 70  | 30.7 | .659  | .000 | .644 | 11.6  | 1.2  | 0.8 | 1.4  | 13.4 |
| 2023–2024 | Minnesota Timberwolves | 76  | 76  | 34.1 | .661  | .000 | .638 | 12.9  | 1.3  | 0.7 | 2.1  | 14.0 |
| 2024–2025 | Minnesota Timberwolves | 72  | 72  | 33.2 | .669  | —    | .674 | 10.9  | 1.8  | .8  | 1.4  | 12.0 |
| Karrier   | Karrier                | 829 | 737 | 30.7 | .656  | .000 | .641 | 11.7  | 1.4  | 0.7 | 2.1  | 12.6 |
| All-Star  | All-Star               | 3   | 0   | 14.9 | .900  | —    | .333 | 8.0   | 1.0  | 0.3 | 0.3  | 12.3 |

#### Play-in
| Év      | Csapat                 | JM | KM | JP/M | MG%  | 3P% | BD%  | LP/M | GP/M | L/M | B/M | P/M  |
| ------- | ---------------------- | -- | -- | ---- | ---- | --- | ---- | ---- | ---- | --- | --- | ---- |
| 2023    | Minnesota Timberwolves | 1  | 1  | 32.6 | .545 | —   | .643 | 10.0 | 2.0  | 0.0 | 0.0 | 21.0 |
| Karrier | Karrier                | 1  | 1  | 32.6 | .545 | —   | .643 | 10.0 | 2.0  | 0.0 | 0.0 | 21.0 |

#### Rájátszás
| Év      | Csapat                 | JM | KM | JP/M | MG%  | 3P%  | BD%  | LP/M | GP/M | L/M | B/M | P/M  |
| ------- | ---------------------- | -- | -- | ---- | ---- | ---- | ---- | ---- | ---- | --- | --- | ---- |
| 2017    | Utah Jazz              | 9  | 9  | 27.3 | .635 | —    | .480 | 9.9  | 1.2  | 1.0 | 1.3 | 11.6 |
| 2018    | Utah Jazz              | 11 | 11 | 34.8 | .655 | —    | .603 | 10.7 | 1.0  | 0.9 | 2.3 | 13.2 |
| 2019    | Utah Jazz              | 5  | 5  | 30.4 | .594 | —    | .783 | 10.2 | 1.4  | 0.6 | 2.6 | 11.2 |
| 2020    | Utah Jazz              | 7  | 7  | 38.6 | .649 | —    | .524 | 11.4 | 1.1  | 0.6 | 1.4 | 14.2 |
| 2021    | Utah Jazz              | 11 | 11 | 34.2 | .741 | .000 | .636 | 12.3 | 0.8  | 0.5 | 2.1 | 14.7 |
| 2022    | Utah Jazz              | 6  | 6  | 32.8 | .646 | —    | .682 | 13.2 | 0.5  | 0.2 | 1.0 | 12.0 |
| 2023    | Minnesota Timberwolves | 5  | 5  | 35.4 | .630 | —    | .630 | 12.2 | 2.0  | 0.4 | 1.0 | 15.0 |
| 2024    | Minnesota Timberwolves | 15 | 15 | 34.2 | .615 | —    | .671 | 9.8  | 1.6  | 0.9 | 1.0 | 12.1 |
| Karrier | Karrier                | 69 | 69 | 33.5 | .650 | .000 | .620 | 11.0 | 1.2  | 0.7 | 1.6 | 13.2 |

## Díjak
Rudy Gobert által elnyert díjak listája:
- 3× NBA All-Star (2020, 2021, 2022)
- All-NBA Második csapat (2017)
- 3× All-NBA Harmadik csapat (2019–2021)
- 4× NBA Az év védekező játékosa (2018, 2019, 2021, 2024)
- 7× NBA első védekező csapat (2017–2022, 2024)
- NBA második védekező csapat (2025)
- NBA legtöbb blokk (2017)
- Az év francia játékosa (2019)
- 2× Világbajnoki bronzérem (2014, 2019)
- EuroBasket bronzérem (2015)